# Atherton (Queensland)
Atherton (ɑða'tɒn) ist die zentrale Stadt im Atherton Tableland in Queensland in Australien und liegt ca. 80 km südwestlich von Cairns. Atherton wurde nach John Atherton, einem ihrer Gründer benannt und bekam am 23. Februar 1886 das Stadtrecht. Die Stadt liegt am Hang eines erloschenen Vulkans und ist von mehreren kleinen Hügeln umgeben, die als die „Seven Sisters“ (deutsch: Sieben Schwestern) bekannt sind. Die vulkanischen Berge und der tropische Regenwald mit seinen vielen Wasserfällen ziehen zahlreiche Touristen an.

## Geschichte
1875 war James Venture Muligan der erste Europäer, der diese Region erkundet hatte. Er war zwar auf der Suche nach Gold, fand aber Zinn in der Nähe der heutigen Stadt Herberton. Diese Nachricht erreichte John Atherton, der später auch Zinn am Tinaroo River fand.
John Atherton wurde am 9. August 1837 in Lancashire, England geboren. Seine Familie wanderte 1844 nach Australien aus und ließ sich in Bald Blair in der Nähe von Armidale, New South Wales nieder. 1857 hütete er Schafe im Distrikt Rockhampton mit seinem Bruder James und bewohnte die Mount Hedlow Farm. Seine Familie folgte ihm 1860. 1873 übernahm Atherton die Cashmere Farm am Burdekin River, verkaufte diese aber zwei Jahre später und zog 1875 weiter nach Westen in Richtung des heutigen Atherton Tableland.
Ursprünglich hieß die Gegend des heutigen Atherton „Prior’s Pocket“ und die Stadt entwickelte sich aus Holzfällerlagern. Hauptsächlich wurden Zedern (red cedar) eingeschlagen, die einst das gesamte Atherton Tableland dicht bewaldeten. Die ersten offiziellen Stadtländereien wurden am 23. Februar 1883 zum Verkauf angeboten.
Chinesische Geschichte
Die Chinesen waren unverzichtbar beim Besiedeln Athertons. Es existierte bereits eine große chinesische Siedlung, bevor die ersten Europäer sich in der Region niederließen. Eines der wenigen übrig gebliebenen Gebäude aus dieser Zeit ist der Hou Wang Tempel.

## Geografie
Das Atherton Tableland ist eine ideale Region zur Erholung für Touristen. Es gibt viele Natur- und Kulturattraktionen. Dazu zählen Wasserfälle, Vulkankrater, historische Minen Städte, Museen, exotische Vogel- und Tierbeobachtungen im tropischen Regenwald. Flüsse und Regenwälder sowie die Nationalparks bieten zahlreiche Möglichkeiten der Freizeitgestaltung.
Höhenlage
750–835 m:
- Atherton 700 m
- Kairi 710 m
- Lake Tinaroo 670 m
- Tolga 760 m

Größe
- 620 Quadratkilometer

## Klima
Atherton liegt in den Tropen und erfährt daher nur zwei Jahreszeiten. Die Regenzeit und die Trockenzeit (en.: The wet and the dry). Es regnet also sechs Monate sehr häufig. Dies wird bei der Lokalbevölkerung als „the drizzle“ (de.: Der Nieselregen) bezeichnet. Das nahe gelegene Mareeba dagegen wirbt spöttisch mit 300 Sonnentagen im Jahr.
Durchschnittliche Temperaturen
- Sommer 17–35 °C
- Winter 5–22 °C

Durchschnittlicher Niederschlag
- 1360 mm – (jährlich)

## Flora und Fauna
Der Regenwald und die immer warmen Temperaturen mit viel Regen lassen die Region um Atherton als grüne Oase aus der sonst eher von australischer Dürre geprägten Region herausstechen. Die Flora und Fauna lässt sich als reichhaltig bezeichnen. An Tieren sind die Schnabeltiere, Baumkängurus und Wasserschildkröten zu erwähnen. Beim Spazieren auf einem kleinen Wanderweg im nahe gelegenen Yungaburra lassen sich oft einige Schnabeltiere blicken.

## Wirtschaft
Das Land um Atherton wird zum Anbau vieler Kulturpflanzen benutzt. Kartoffeln, Zuckerrohr, Mangos, Mais, Avocados, Erdnüsse. Die Atherton Tablelands sind eines der ertragreichsten Landwirtschaftsgebiete in Australien. Die Region lebt von der Landwirtschaft. Zu jeder Zeit im Jahr wird etwas geerntet und Erntehelfer gesucht.
Das Grand Hotel und die Atherton Travellers Lodge vermitteln Arbeiter an Farmer. Backpacker sind willkommene Arbeitskräfte.

## Verkehr
Straßen
Von Atherton führt der Gillies Highway nach Yungaburra und der Kennedy Highway nach Mareeba und die Herberton Road nach Herberton.
Öffentlicher Verkehr
Atherton ist nur durch Bus oder eigenen Pkw zu erreichen. Whitecar Coaches führt 18 Fahrten in der Woche nach Cairns und zurück durch. Die Strecke führt über Tolga, Walkamin, Mareeba und Kuranda und dauert circa 2:30h. Der Bus hält sowohl am Flughafen, wie auch am Bahnhof in Cairns. Verbindungen nach Ravenshoe, Heberton und Chillagoe bestehen auch.
Es gibt den Atherton Taxi Service.

## Kultur
Jedes Jahr zum Ende des August feiert Atherton das Mais Festival (en.: Maize Festival) mit einer Parade und der Wahl der Maiskönigin. Zu diesem Anlass wird auch ein kleiner Jahrmarkt aufgebaut.
In der kleinen Stadt gibt es zwei Gaststätten (en.: Pubs). Das Grand Hotel und das Barron Valley (BV) mit Live-Konzerten und Pferdewetten.

## Bildung
Atherton hat zwei Grundschulen, eine weiterführende Schule und eine unabhängige Oberstufe (Grade 12 school), sowie einen TAFE campus. Daneben befinden sich mehrere Tagesstätten im Zentrum der Stadt.
- Atherton State High School
- Atherton State School
- Jubilee Christian College
- St Joseph’s Catholic Primary School
- Tropical North Institute of TAFE

## Verwaltung
Atherton ist der Sitz des Atherton Shire Council. Der jetzige Bürgermeister ist Cd Jim Chapman.

## Gesundheit
Das Atherton Hospital ist das Krankenhaus im Tablelands Gesundheit Distrikt und liegt in Atherton. Es unterhält auch eine notfallmedizinische Abteilung.

## Söhne und Töchter der Stadt
- Alexander Michailowitsch Prochorow (1916–2002), sowjetischer Physiker
- Ron Grainer (1922–1981), Komponist
- John A. Moses (1930–2024), Historiker